# Roswitha
Roswitha je staré německé ženské křestní jméno.

## Původ a význam
Ženské křestní jméno Roswitha má svůj původ v staré horní němčině a v dalších germánských jazycích. Jméno lze rozdělit na složky "hroud" a "swiths". "Hroud" znamená ve staré horní němčině sláva a význam slova "swiths" je silná. Tak Roswitha je slavná silou, či silná ve slávě.

## Varianty
Dalšími velmi starými verzemi jména jsou: Hrotsvitha, Rosweidis, Hroswitha a Roswita. Ve zkrácené podobě jsou to jména Rosi nebo Rossi.
Na území České republiky byla od roku 1898, od kterého existují statistiky, nejčastěji používána verze Rosvita, Roswitha nebo Roswita. Do roku 1945 se jednalo o jméno vzácné, od roku 1945 toto jméno prakticky vymizelo (39 pojmenovaných od roku 1946 do roku 2013).
Mužská varianta jména Roswitha není známa. Ve staré horní němčině se vyskytuje jméno Roswin. To je ale odvozeno od jiného základu "hroswini", což znamená "milovník koní".

## Jmeniny
- 30. března – Některé zdroje uvádí 5. září nebo 30. března – jako den úmrtí básnířky, mystičky a jeptišky Roswithy z Gandersheimu.
- 29. dubna – V katolickém kalendáři je svátek svaté Roswithy 29. dubna. Toto datum připadá na výročí úmrtí svaté Rosweidis (Roswithy ze Liesbornu). Narodila se v 8. století, zemřela 29. dubna po roce 815, působila jako jeptiška a abatyše benediktinského kláštera Liesborn a v katolické církvi je uctívána jako světice[2].

## Významné nositelky
- Roswitha z Liesbornu (Rosweidis, přelom 8. a 9. století, zemřela po roce 815[p 1]), abatyše kláštera v Liesbornu[3],
- Roswitha z Gandersheimu (Hrotsvitha, cca 938-973), šlechtična, jeptiška, mystička a básnířka[4].